# Honda Concept C
Honda Concept C – prototypowa limuzyna Hondy przeznaczona na rynek chiński powstająca dzięki współpracy japońskiego i chińskiego oddziału Hondy, a budowana przez spółkę joint venture Guangqi Honda Automobile. Pod montaż auta rozpoczęto budowę specjalnej fabryki. Auto trafi do produkcji w czerwcu 2013 roku jako Honda Crider Concept